# Mesmerized by the Sirens
Mesmerized by the Sirens è il secondo album in studio del gruppo darkwave statunitense Black Tape for a Blue Girl, pubblicato nel 1987.

## Tracce
Tutte le tracce sono di Sam Rosenthal, eccetto dove indicato.
1. Jamais Pars – 2:10
2. A Teardrop Left Behind (Walter Holland, Sam Rosenthal) – 6:54
3. Dark Skinned and Inviting – 2:19
4. Lie Broken, Bleeding – 3:10
5. Hairline Sunlight (Holland, Rosenthal) – 1:16
6. With a Million Tears – 5:57
7. The Sawdust Scatter – 2:42
8. Beneath the Planks – 4:35
9. Scream, My Shallow – 8:23
10. Seireenien Lumoama – 5:50